# Jimmy Hempte
Jimmy Hempte est un ancien footballeur belge, né le 24 mars 1982 à Tournai désormais entraîneur.

## Palmarès
KV Courtrai
- Division 2
  - Champion (1) : 2008